# 冒險王 (電影)
《冒險王》（英語：The Scripture with No Words）是1996年香港奇幻動作冒險電影，由程小東導演，李連杰、關之琳、金城武、楊采妮和羅家英主演。
此片為向華強有意參考，並由李連杰、關之琳、金城武、楊采妮等人主演的冒險電影。且由於永盛電影公司劇組當時意外燒毀電影底片，使此片出現了兩種不同的結局。

## 故事
第一個版本被稱為「補拍版」，是在民国戏份的底片焚毀後重新拍攝完成的，過程中重新修改劇本並加入許多現代情節，也是目前最廣為人知的版本。
故事是現實與小說世界相結合來講述的。在現實中，周時傑（李連杰飾）是小說《冒險王》的主編，因為妻子莫妮卡（關之琳飾）要與其離婚，他生氣的在小說《冒險王》中塑造加美子這個狠毒女子的形象，但《冒險王》經過了好幾個人的修改，使得該人物角色非正非邪，唯一不變的就是加美子喜歡冒險王，冒險王也喜歡加美子。
在該版本的大結局中，加美子與黑幕同歸於盡。冒險王在加美子臨死前叫了她「莫妮卡」。在該版本的最後一個劇情中，冒險王將寶盒放回了原位，出來了一位僧人，然後牆壁上冒出現代畫面，莫妮卡走在人來人往的都市中。僧人對冒險王說：「你要找的人就在這個失落的塵世裡。記住，所謂寒冰不能斷流水，枯木亦會再逢春。珍惜前程吧，冒險王」
結尾時電影情節回到了現實生活中，周時傑與莫妮卡兩人在醫院談話，並準備簽離婚證書。周時傑雖然不想簽但最終還是妥協，沒想到莫妮卡竟反悔，並沒在離婚協議書上簽名。最後周時傑與莫妮卡一起走在馬路，全片完。
第二個版本因为主要针对海外观众，於是被稱為「國際版」。由於部分底片被燒毀，为凑时长，部分剧情显得有些拖沓和冲突，有中日英法等多国语配音。
此版本中完全沒有現實生活中的劇情，雖然結局同樣是加美子的犧牲、將寶盒放回原位、僧人說話、牆壁上展現畫面，但這些畫面中播出的是第二次世界大戰後日本投降的畫面，而僧人所說的話則是「前世因，今世果」。最後冒險王與自己的徒弟一起離開後，電影結束。
两个版本其他的一些差别：
- 冒险王塞给加美子情书只存在于補拍版，之后加美子不小心被枪打伤只存在于国际版
- 国际版裏加美子打算利用冒险王来找到宝盒下落，因此放跑他们。冒险王通过书函用纸推理出信件是报社写的。补拍版则改成信件裏直接写着正义日报。
- 補拍版裏提到了大闹报馆的日本混混是冒险王找来的托，所以打倒他们后偷偷塞给了他们一点钱。国际版则没提到，缺莫名其妙塞了钱
- 国际版多了一些民国时期的冒险王与加美子的感情戏份，補拍版则多了现代的感情戏份

## 角色
- 李連杰 飾 衛博士/周時杰
- 關之琳 飾 加美子/如风/Monica
- 金城武 飾 阿城
- 楊采妮 飾 Yvonne
- 羅家英 飾 編輯
- 倪星 飾 洪洪星星
- 周比利
- 江約誠
- 劉鐵鏈
- 黎靖雪

## 獎項
| 頒獎典禮             | 獎項         | 名單           | 結果 |
| -------------------- | ------------ | -------------- | ---- |
| 第16屆香港電影金像獎 | 最佳動作設計 | 程小東、馬玉成 | 提名 |
| 第33屆金馬獎         | 最佳視覺特效 | 馬彥量         | 獲獎 |

## 外部連結
- 香港影庫上《冒險王》的資料（繁體中文）
- 豆瓣电影上《冒險王》的資料 （简体中文）
- 时光网上《冒險王》的資料（简体中文）
- 互联网电影数据库（IMDb）上《冒險王》的资料（英文）